# 行為博弈論
行为博弈论又稱行為博弈，是人們利用博弈论、实验经济学和实验心理学的方法分析決策策略和行为。行为博弈论的研究始于1953年Allais的研究和1961年Ellsberg的研究。他们分别发现了阿莱悖论和艾尔斯伯格悖论。